# آيت بلخير (سيدي بولعلام)
آيت بلخير هو دُوَّار يقع بجماعة سيدي بولعلام، إقليم الصويرة، جهة مراكش آسفي في المملكة المغربية. ينتمي الدوّار لمشيخة سيدي بولعلام التي تضم 12 دوار. يقدر عدد سكانه بـ 619 نسمة حسب الإحصاء الرسمي للسكان والسكنى لسنة 2004.

## وصلات خارجية
- البوابة الوطنية للجماعات الترابية
- المندوبية السامية للتخطيط